# Casquete polar

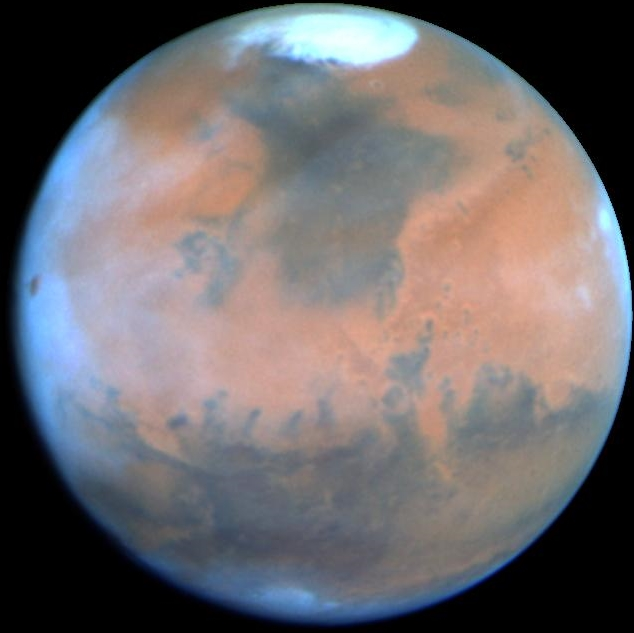
Capa de hielo polar en Marte, vista por el telescopio Hubble

Un casquete polar es una región de latitudes altas de un planeta, planeta enano o satélite natural que está cubierto de hielo. 
No hay requisitos con respecto al tamaño o la composición para que un cuerpo de hielo se denomine casquete polar, ni ningún requisito geológico como que esté sobre tierra, sino solo que debe ser un cuerpo de materia en fase sólida en la región polar. Esto hace que el término "capa de hielo polar" sea un nombre poco apropiado, ya que el término capa de hielo en sí se aplica de manera más restringida a los cuerpos que se encuentran sobre la tierra y cubren menos de 50 000 km²: los cuerpos más grandes se denominan capas de hielo.
La composición del hielo variará. Por ejemplo, los casquetes polares de la Tierra son principalmente hielo de agua, mientras que los casquetes polares de Marte son una mezcla de dióxido de carbono sólido y hielo de agua.
Los casquetes polares se forman porque las regiones de latitudes altas reciben menos energía en forma de radiación solar por parte del Sol que las regiones ecuatoriales, lo que resulta en temperaturas superficiales más bajas.
Los casquetes polares de la Tierra han cambiado drásticamente en los últimos 12 000 años. Las variaciones estacionales de los casquetes polares se producen debido a la variada absorción de energía solar a medida que el planeta o la luna giran alrededor del Sol. Además, en escalas de tiempo geológicas, los casquetes polares pueden crecer o encogerse debido a la variación climática.

## Tierra

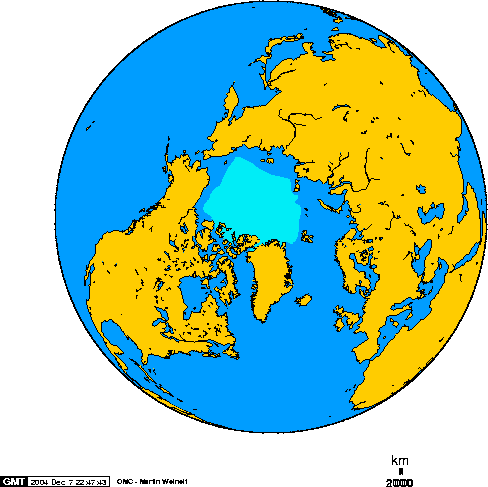
Extensión del hielo marino del Ártico en septiembre de 1978 - 2002.
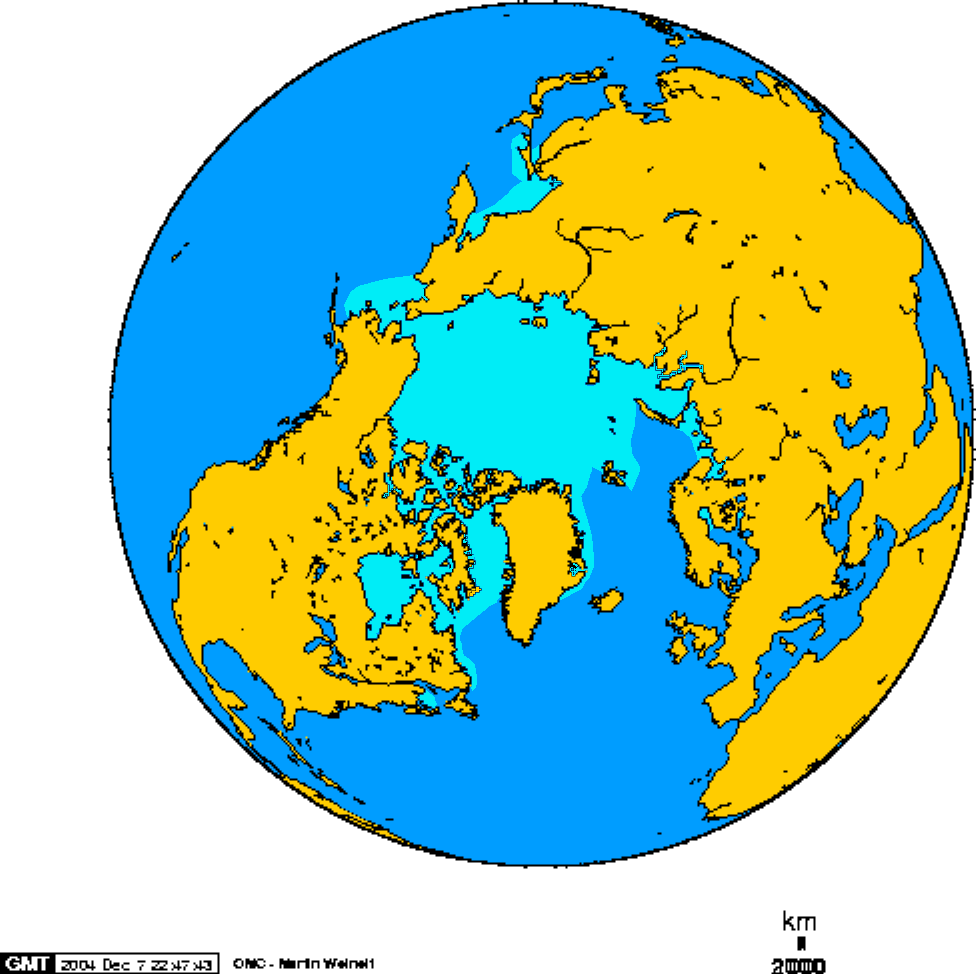
Extensión del hielo marino del Ártico en febrero de 1978 - 2002.
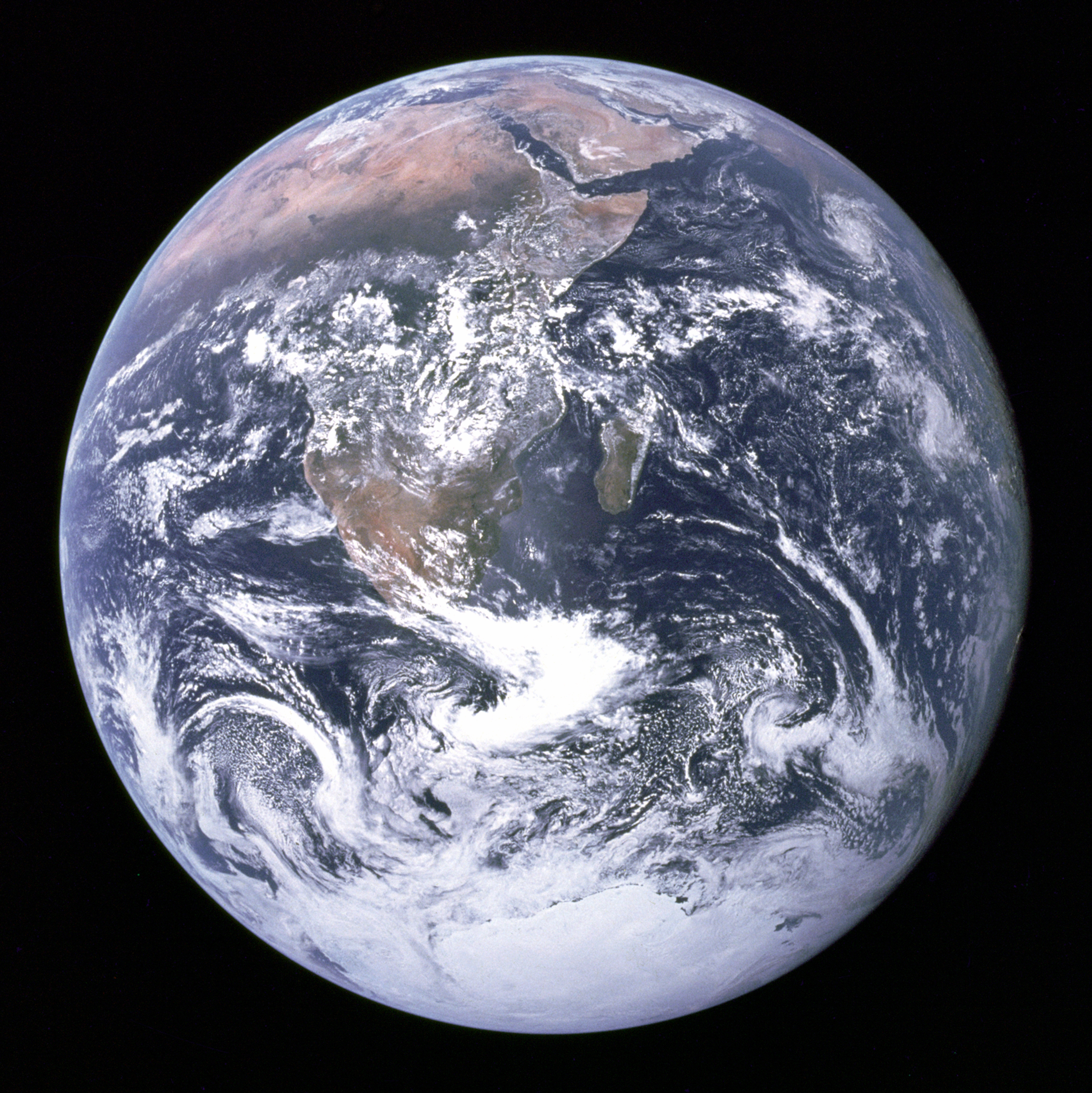
La canica azul, la Tierra vista desde el Apolo 17 con la capa de hielo del polo sur visible.

### Derretimiento de la capa de hielo del Polo Norte
El Polo Norte de la Tierra está cubierto por una capa de hielo flotante (hielo marino) sobre el Océano Ártico. Las porciones del hielo que no se derriten estacionalmente pueden volverse muy gruesas, de hasta 3 a 4 metros de espesor en áreas extensas, con crestas de hasta 20 metros de espesor. El hielo de un año suele tener aproximadamente 1 metro de espesor. El área cubierta por hielo marino oscila entre 9 y 12 millones de km². Además, la capa de hielo de Groenlandia cubre aproximadamente 1,71 millones de km² y contiene alrededor de 2,6 millones de km³ de hielo. Cuando el hielo se rompe forma icebergs esparcidos por el Atlántico norte.

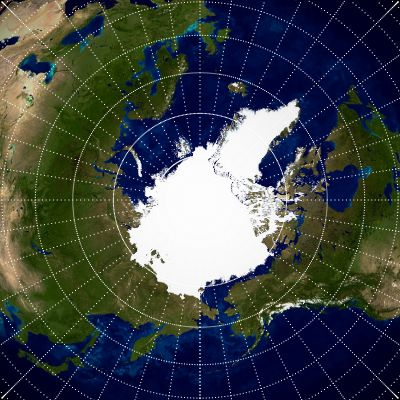
Casquete polar del Ártico en febrero de 2005, imagen realizada mediante xplanet.

Según el Centro Nacional de Datos sobre Hielo y Nieve (NSIDC), "desde 1979, la extensión del hielo del Ártico en invierno ha disminuido aproximadamente un 4,2 por ciento por década". Tanto 2008 como 2009 tuvieron una extensión mínima de hielo marino en el Ártico algo superior a la de 2007. En otras épocas del año, la extensión del hielo todavía se acerca a veces al promedio de 1979-2000, como en abril de 2010, según los datos del NSIDC. Sin embargo, entre estos mismos años, la cobertura de hielo promedio general parece haber disminuido de 8 millones de km² a 5 millones de km².

### Polo Sur

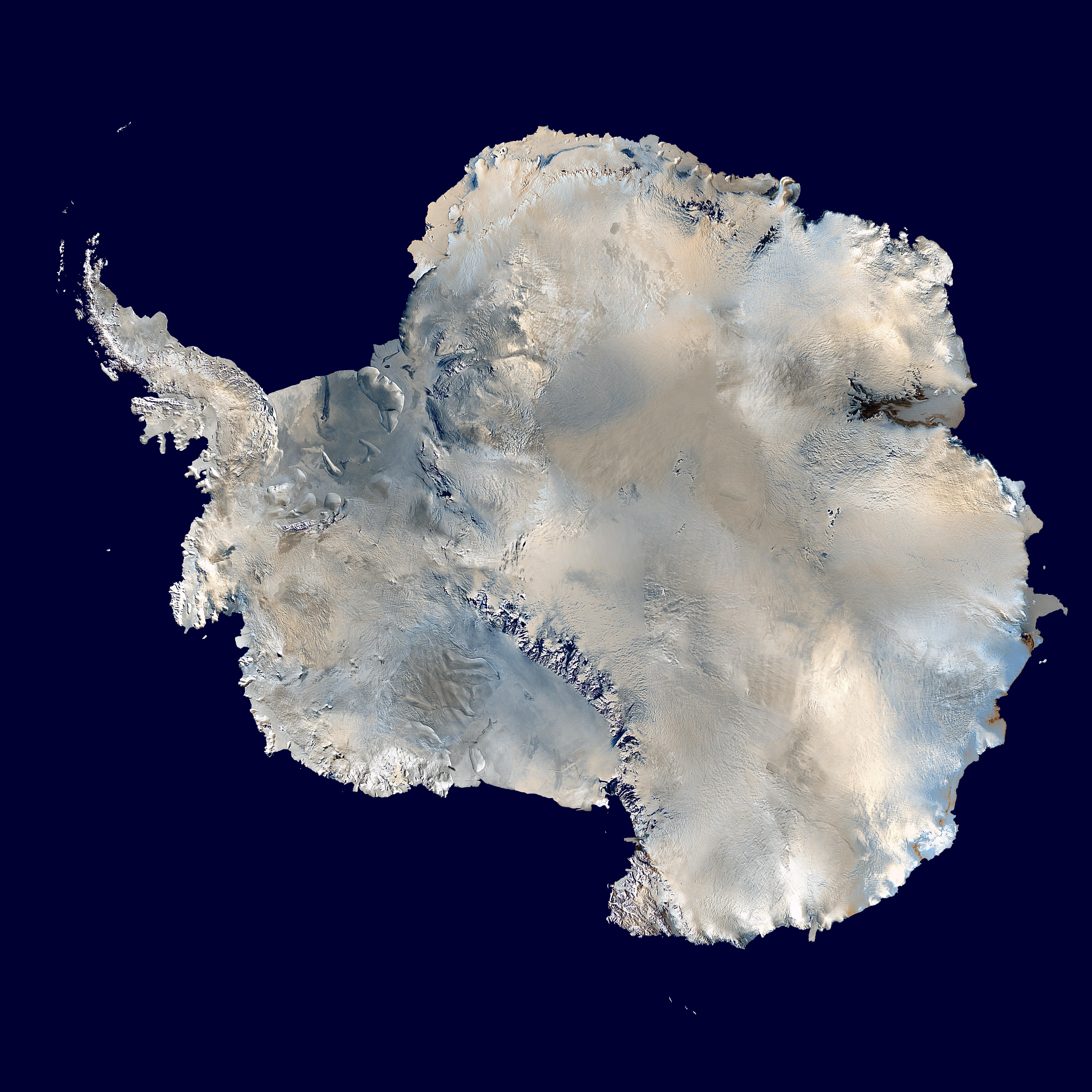
Una imagen compuesta por satélite de la Antártida

La masa terrestre del polo sur de la Tierra, la Antártida, está cubierta por la capa de hielo antártica. Cubre un área de aproximadamente 14,6 millones de km² y contiene entre 25 y 30 millones de km³ de hielo. Alrededor del 70 % del agua dulce de la Tierra está contenida en esta capa de hielo.
Los datos del NSIDC muestran que la cobertura de hielo marino de la Antártida tiene una tendencia ligeramente positiva durante las últimas tres décadas (1979–2009).

### Casos históricos
Durante las últimas décadas, los casquetes polares de la Tierra han ganado una atención significativa debido a la alarmante disminución de los hielos terrestres y marinos. La NASA informa que desde finales de la década de 1970, el Ártico ha perdido un promedio de 20 800 millas cuadradas (53 900 kilómetros cuadrados) de hielo marino por año, mientras que la Antártida ha ganado un promedio de 7300 millas cuadradas (18 900 km²) de hielo marino al año. Al mismo tiempo, el Ártico ha estado perdiendo alrededor de 50 kilómetros cúbicos (gigatoneladas) de hielo terrestre por año, casi en su totalidad de los 2.6 millones de gigatoneladas de Groenlandia. El 19 de septiembre de 2014, por primera vez desde 1979, la extensión del hielo marino antártico superó los 7,72 millones de millas cuadradas (20 millones de kilómetros cuadrados), según el Centro Nacional de Datos de Nieve y Hielo. La extensión del hielo se mantuvo por encima de esta extensión de referencia durante varios días. La extensión máxima promedio entre 1981 y 2010 fue de 7,23 millones de millas cuadradas (18,72 millones de kilómetros cuadrados). La extensión máxima de un solo día en 2014 se alcanzó el 20 de septiembre, según datos del NSIDC, cuando el hielo marino cubrió 7.78 millones de millas cuadradas (20,14 millones de kilómetros cuadrados). El máximo promedio de cinco días de 2014 se alcanzó el 22 de septiembre, cuando el hielo marino cubrió 7.76 millones de millas cuadradas (20.11 millones de kilómetros cuadrados), según NSIDC. Este aumento podría deberse a la reducción de la salinidad del Océano Antártico como consecuencia del derretimiento previo de la capa de hielo, al aumentar el punto de congelación del agua de mar.

La tasa actual de declive de los casquetes polares ha provocado muchas investigaciones y descubrimientos sobre la dinámica de los glaciares y su influencia en el clima mundial. A principios de la década de 1950, científicos e ingenieros del ejército de los EE. UU. comenzaron a perforar los casquetes polares para obtener información geológica. Estos estudios dieron como resultado
"...casi cuarenta años de experiencia en investigación y logros en perforaciones de núcleos de hielo polar profundo ... y establecieron la tecnología de perforación fundamental para recuperar núcleos de hielo profundos para archivos climatológicos". 
Los casquetes polares se han utilizado para rastrear los patrones climáticos actuales, pero también los patrones durante los últimos miles de años a partir de los rastros de CO2 y CH4 encuentran atrapados en el hielo. En la última década, los casquetes polares han mostrado su declive más rápido en tamaño sin signos verdaderos de recuperación. Se ha expresado que 
"...la tasa de calentamiento en el Ártico durante los últimos 20 años es ocho veces la tasa de calentamiento de los últimos 100 años". 
En septiembre de 2012, el hielo marino alcanzó su tamaño más pequeño. Se ha afirmado que el hielo marino está "700.000 kilómetros cuadrados por debajo del mínimo anterior de 4,17 millones de kilómetros cuadrados establecido en 2007". En agosto de 2013, la extensión del hielo marino del Ártico promediaba 6,09 millones de km², lo que representa 1,13 millones de km² por debajo del promedio de 1981-2010 para ese mes.

## Marte

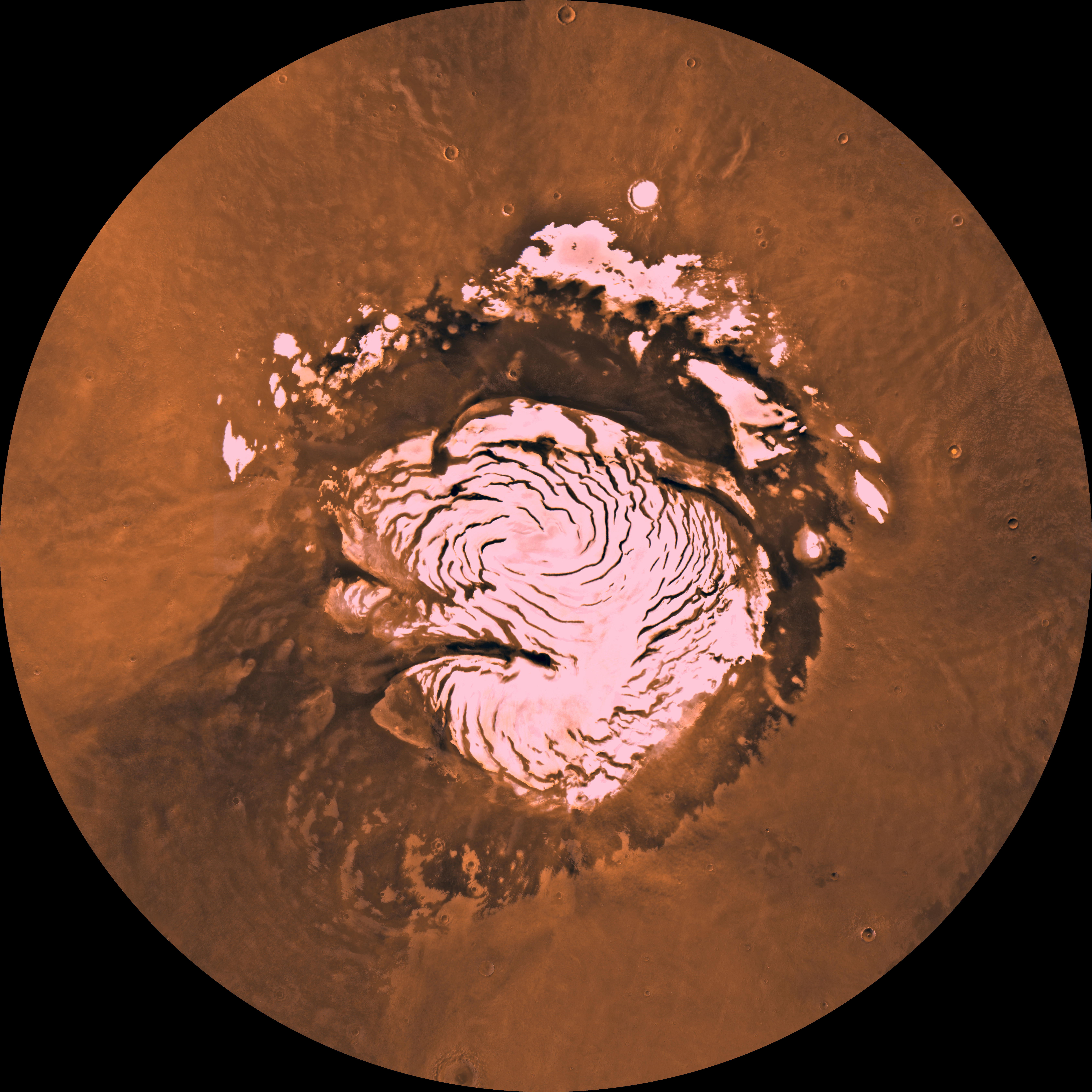
Región del polo norte de Marte con casquete de hielo, compuesto de imágenes del orbitador Viking 1 (Cortesía de NASA/JPL -Caltech)

Además de la Tierra, el planeta Marte también tiene casquetes polares. Consisten principalmente en hielo de agua con un pequeño porcentaje de polvo. El dióxido de carbono congelado constituye una pequeña porción permanente del Planum Australe o los depósitos estratificados del polo sur. En ambos hemisferios, una helada estacional de dióxido de carbono se deposita en el invierno y se sublima durante la primavera. 
Los datos recopilados en 2001 de las misiones de la NASA a Marte muestran que la capa de hielo residual del sur se somete a una sublimación cada año. La explicación más aceptada es que las fluctuaciones en la órbita del planeta están provocando los cambios.

## Plutón
El 29 de abril de 2015, la NASA declaró que sus misiones New Horizons habían descubierto una característica que se cree que es una capa de hielo polar en el planeta enano Plutón. El sobrevuelo de la sonda sobre Plutón en julio de 2015 permitió al espectrómetro de imágenes ultravioleta Alice confirmar que la característica era, de hecho, una capa de hielo compuesta de hielos de metano y nitrógeno.

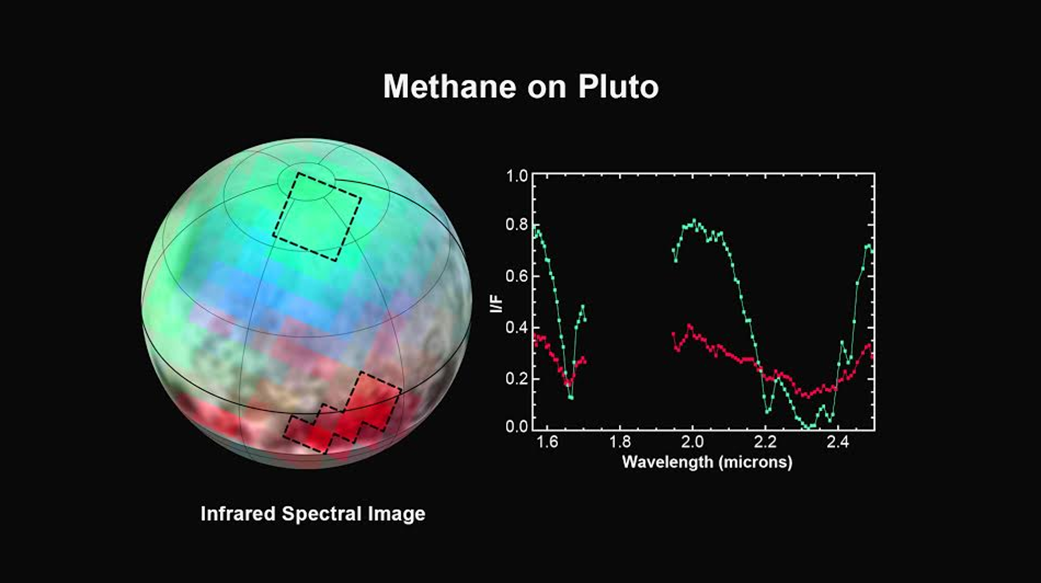
Una foto que describe el metano y el nitrógeno congelados en Plutón recolectados de New Horizons.